# Даріо Грава
Даріо Грава (фр. Dario Grava, нар. 11 грудня 1948, Клаут) — французький футболіст, що грав на позиції захисника. Він зіграв загалом майже 200 матчів за «Страсбур» та «Ніццу» у вищому дивізіоні і забив чотири голи, а також провів один матчі за національну збірну Франції.

## Клубна кар'єра
Грава розпочав свою кар'єру в аматорському клубі «Нойвег» у чемпіноаті Ельзасу, а у 1967 році був призваний до армії і приєднався до команди «Батальйон де Жуенвіль», французької армійської команди, яка грала у Другому дивізіоні.
На початку 1969 року Грава перейшов у «Страсбур», у складі якого дебютував у Першому дивізіоні 19 січня 1969 року в матчі з «Бастією» (4:0), а 5 квітня 1969 року забив свій перший гол у турнірі у грі проти «Аяччо» (1:1). У сезоні 1970/71 років Грава з клубом вилетів до Другого дивізіону, але наступного сезону повернувся до еліти. Загалом Даріо відіграв за команду зі Страсбурга п'ять сезонів своєї ігрової кар'єри. Більшість часу, проведеного у складі «Страсбура», був основним гравцем захисту команди.
1973 року уклав контракт з клубом «Ніцца», у складі якого провів наступні чотири роки своєї кар'єри гравця. Граючи у складі «Ніцци» також здебільшого виходив на поле в основному складі команди і в сезоні 1975/76 виграв титул віцечемпіона Франції.
Протягом 1977—1979 років захищав кольори нижчолігового клубу «Агено», з яким у сезоні 1977/78 вилетів з другого до третього дивізіону країни.
У наступні роки він грав за клуб «АС Страсбур», з яким піднявся з четвертого дивізіону країни до третього. Тут же Грава і він завершив свою кар'єру в 1983 році.

## Виступи за збірні
1968 року захищав кольори олімпійської збірної Франції на футбольному турнірі Олімпійських ігрор 1968 року у Мехіко. На турнірі він зіграв у матчі проти Колумбії (1:2), а Франція вийшла до чвертьфіналу турніру.
13 жовтня 1973 року провів свою єдину офіційну гру у складі національної збірної Франції проти команди ФРН, що завершився поразкою французів з рахунком 1:2.

## Статистика виступів

### Статистика виступів за збірну
| Дата       | Місто         | Господарі | Результат | Гості   | Турнір           | Голи | Примітки |
| ---------- | ------------- | --------- | --------- | ------- | ---------------- | ---- | -------- |
| 13-10-1973 | Гельзенкірхен | ФРН       | 2 – 1     | Франція | товариський матч | -    |          |
| Усього     |               | Матчів    | 1         |         | Голів            | 0    |          |